# Viktor Musi
Viktor Musi (ukrainien : Віктор Мусі), né en 1963 à Krementchouk alors en Union soviétique, est un artiste peintre contemporain français d'origine ukrainienne.

## Biographie
Entre 1974 et 1978, Viktor Musi suit des études à l'école des Beaux-Arts de Krementchouk (aquarelle, sculpture). En 1978, il entre au  Kharkiv State School of Art  (anglais :) , (ukrainien : Харківське державне художнє училище, KhDKhU) de Kharkiv (sculpture, huile), dont il sort diplômé en 1982. Il termine ses études (une année) élève libre à Académie impériale des beaux-arts de Saint-Pétersbourg dans l'atelier de Gennady Monacherov.

De 1986 à 1990, il est professeur de peinture et de sculpture à l'École des Beaux-Arts de Krementchouk et travaille aussi en tant que caricaturiste dans plusieurs journaux locaux ,,,,. Il cofonde en 1986 le groupe des jeunes artistes peintres indépendants « L'île verte » qui a pour but de dénoncer la conception de l'art de la nomenklatura. En 1988 première importante exposition à Moscou avec le groupe « L'île Verte ». Il arrête d'enseigner en 1990.
De 1990 à 1995, Viktor Musi réalise plusieurs peintures murales dans sa ville natale et dans la région de Poltava. En 1991, il effectue sa première exposition personnelle, à Bad Münstereifel, près de Bonn, en Allemagne. Pendant cette exposition, il rencontre Lev Kopelev, écrivain et dissident soviétique. Cette rencontre a joué un rôle très important dans la définition de la position politique du jeune artiste.
En 1991, il devient cofondateur du groupe d'artistes indépendants « APRIL 91 » avec Peter Khöler  du Wiesbaden Juristenband , Wiesbaden.
Entre 1990-1992, il est décorateur d'intérieur dans le plusieurs grands magasins. En 1998, il réalise le logo de semi-marathon « La Route du vin », à Remich, au Grand-Duché du Luxembourg.
Pendant son premier voyage en France en 1997, Viktor Musi rencontre Marjorie Cézanne-Justet de la famille de Paul Cézanne qui restera son amie. En 1999, Dominique Bosch, rédacteur en chef de Artistes magazine, lui demande un article sur la technique de sa peinture Paris. France.
En 1998, Viktor Musi reçoit à Paris une attestation et un diplôme au concours annuel « Faites de la peinture » sur les Champs-Élysées organisé par la mairie de Paris, le Comité des Champs-Élysées et la revue Artistes.
En 2000, il s'installe en France. En 2004, il est conseiller du film La Foire de Sorotchinsky, d'après Nicolas Gogol, de Yves Rodrigue, membre titulaire de la 2e section de l'Académie des sciences d'outre-mer, sorti en 2007. Le film a été tourné en 2004-2005, en Ukraine, dans le village historique de Talova Balka (oblast de Kirovohrad) et dans le village de Velyki Sorotchintsy (oblast de Poltava). La première du film a eu lieu en octobre 2007 au Musée de l'HommeEn 2001, à Vianden, Viktor Musi écrit un livre de poésie Le Printemps du Luxembourg.
Sa première exposition collective à Paris, « Figuration critique », Arche de la Défense, est remarquée par la galerie parisienne Yves Mugnier. En 1999, première exposition personnelle à Paris, galerie Yves Mugnier. Pendant son exposition collective au Louvre en 2002, il rencontre Carmen de Tommaso, fondatrice de la Maison Carven.
En 2003-2004, Victor Musi réalise une série de peintures sur le thème de la danse, sur la base de croquis réalisés directement à l’Académie de danse Poncelet de Bernard Boucher, premier danseur du ballet de l'Opéra national de Paris, professeur à l’École de danse du ballet de l'Opéra de Paris. Cette série de tableaux a été exposée pour la première fois en 2004 à la galerie Art Club à Paris.
Suivent plus de quatre-vingt expositions personnelles et collectives en Europe et aux États-Unis.
En 2000, titulaire de la médaille d'argent (no 3932, 16 novembre 2000) au titre des Arts attribuée par le Comité d'Honneur du Mérite et Dévouement français pour le tableau Le Dernier Soir.
En 2011, première rétrospective de Viktor Musi « Vingt-5. 1986-2011. 25 année création picturale », Château de Vianden, Grand-Duché du Luxembourg,,.

## Principales expositions
- Yale University Art Gallery. Université Yale. New York, États-Unis.1992.
- Choate Rosemary Hall - New York, États-Unis.1992.
- Parlement européen - Strasbourg, France.1995.
- Parlement européen - Luxembourg, Grand-Duché du Luxembourg.1994.
- Galerie Newskaja  - Saint-Pétersbourg, Russie.2003
- Galerie Quinta das Cruzadas - Sintra, Portugal.2002
- Galerie municipale  « Galerie Hôtel de Ville.» Exposition personnelle. - Bad Homburg vor der Höhe, Allemagne.1994.
- Château de Hofbourg - Vienne.Autriche.1996.
- l'OCDE - Paris.France.2011
- Rétrospective VINGT-5. 25 année création picturale, Château de Vianden, Grand-Duché du Luxembourg.